# Roland Petit

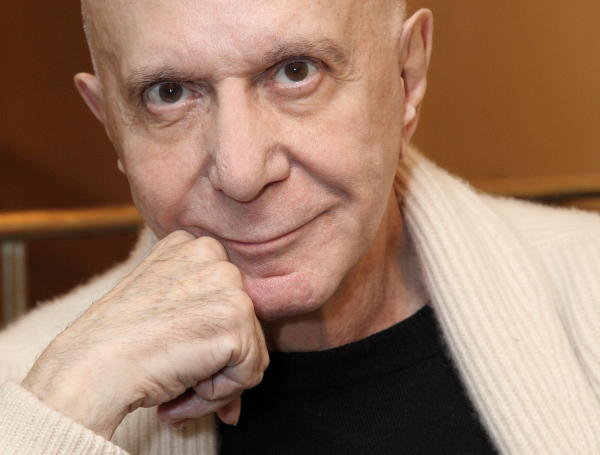

Roland Petit (Villemomble, 13 januari 1924 – Genève, 10 juli 2011) was een Frans choreograaf en balletdanser. Petit kreeg zijn balletopleiding bij het Parijse Operaballet van de Opéra national de Paris en werd bekend omwille van zijn creatieve choreografieën. 
Petit trouwde in 1954 met Zizi Jeanmaire. Zij trad op in minstens 60 van zijn Parijse producties. Ze kregen in 1955 een dochter, de danseres en actrice Valentine Petit. Hij publiceerde zijn memoires in 1993 onder de titel J'ai dansé sur les flots. Hij overleed op 87-jarige leeftijd aan leukemie.
Hij schreef onder meer het scenario van de film 1-2-3-4 ou Les Collants noirs.
Petit maakte de choreografie van meer dan 150 balletten, waaronder: 
- Guernica (1945)
- Le Jeune homme et la Mort (1946)
- Les Forains (1948)
- Carmen (1949)
- Ballabile (1950)
- Le Loup (1953)
- Notre-Dame de Paris (1965)
- Paradise Lost (1967)
- Roland Petit Ballet (1973)
- Proust, ou les Intermittences du œur (1974)
- Coppélia (1975)
- La Symphonie fantastique (1975)
- Le Fantôme de l’Opéra (1980)
- Les Amours de Frantz (1981)
- The Blue Angel (1985)
- Clavigo (1999)
- Les Chemins de la création (2004)